# Кунихико Кодаира
Кунихико Кодаира е японски математик, известен с работите си по алгебрична и диференциална геометрия и теория на комплексните многообразия. Основател на японската школа по алгебрична геометрия.
През 1938 и 1941 г. Кодаира завършва съответно математика и физика в Токийския университет, където работи като изследовател между 1934 и 1949 г. Основните му научни интереси са в областта на топологията, Хилбертови пространства, групи на Ли и почти периодични функции. Влияние му оказват работите на Херман Вайл, Андре Вейл, Маршъл Стоун, Джон фон Нойман, Уилям Ходж. В периода 1944-49 г. разработките на Кодаира добиват международна известност и той получава покана от Херман Вайл за работа в Института за перспективни изследвания в Принстън, САЩ, където и се установява до 1961 г.
От 1962 до 1967 г. завежда катедрите по математика в три от най-известните световни университета: „Джонс Хопкинс“ (1962-1965), „Станфорд“ (1965-1967) и Токийския университет (1967).
През 1954 г. получава престижния Филдсов медал за постижения в математиката, с което става първият японец, носител на отличието. Удостоен с математическата награда „Волф“ за 1984/85 г.